# ポケッテレビ
ポケッテレビとは、東日本放送（KHB）で毎週土曜日17時25分（JST）から放送されているテレビ番組である。

## 概要
番組といっても、オープニングを流し、3 - 4つCMを流した後、エンディングが流れるという、日本のテレビ番組の中で一番理解不明な番組である。
一見すると、「プリ!ぐり」のような番組宣伝のミニ番組のような体裁であるが、普通のCMが殆どであり、番組として成り立っているのかどうかさえ不明である。
番組ホームページなども開設していない。「番組前に少し見る」といったような趣旨の番組である。
尚本編中にPRが流れた（PRを本編とした）1放送もあったが、ほとんどCMで埋めていた事実があり、SB（ステーションブレイク）確保の為の戦略と考えられる。
| スタブアイコン | サブスタブ | この項目は、まだ閲覧者の調べものの参照としては役立たない、テレビ番組に関連した書きかけの項目です。この項目を加筆・訂正などしてくださる協力者を求めています（P:テレビ/PJ:放送または配信の番組）。 |